# Mein Schiff 1
 (septembre 2014).
Si vous disposez d'ouvrages ou d'articles de référence ou si vous connaissez des sites web de qualité traitant du thème abordé ici, merci de compléter l'article en donnant les références utiles à sa vérifiabilité et en les liant à la section « Notes et références ».
Le Marella Explorer, anciennement MV Mein Schiff 1 est un navire de croisière de classe « Century », propriété de Marella Cruises. Il est construit en 1996 aux chantiers navals de Meyer Werft à Papenbourg, en Allemagne et prend la mer sous le nom de MV Galaxy. Renommé « Celebrity Galaxy » en 2008, il rejoint la flotte de TUI Cruises en mai 2009. TUI Cruises est une coentreprise entre Royal Caribbean Cruises Ltd et TUI AG. Le navire est rebaptisé « Mein Schiff » (signifiant « mon bateau » en allemand) le 15 mai 2009, puis « Mein Schiff 1 » en novembre 2010.
De 1996 à 2002, le navire a été enregistré au port de Monrovia, au Liberia. De 2002 à 2008, il est ensuite enregistré au port de Nassau, aux Bahamas. Il bat pavillon maltais depuis cette date.
Long de 259,70 mètres, il compte dix ponts et peut accueillir 2680 passagers ainsi que 1000 membres d'équipage. Il offre des prestations diverses allant du casino au cinéma, en passant par un gymnase, plusieurs piscines, un centre de thalassothérapie et une galerie marchande proposant des produits de luxe, notamment de la joaillerie.
En mai 2015, il a été décidé que le navire serait mis hors service chez TUI Cruises en 2018 et remplacé par le cinquième nouveau bâtiment, un nouveau Mein Schiff 1. Le 13 avril 2018, le navire a été livré à Marella Cruises au sein du groupe TUI et a été rénové à Cadix chez Navantia. Fin avril 2018, il a été renommé Marella Explorer après avoir reçu le nom de TUI Explorer.